# Rinorea diversifolia
Rinorea diversifolia H.Perrier – gatunek roślin z rodziny fiołkowatych (Violaceae). Występuje endemicznie w zachodniej części Madagaskaru. 

## Morfologia
PokrójZimozielone drzewo lub krzew. Dorasta do 1–3 m wysokości.
LiścieBlaszka liściowa ma lancetowaty lub niemal romboidalny kształt. Mierzy 2,5–8,3 cm długości oraz 0,8–3 cm szerokości, jest niemal całobrzega lub ząbkowana na brzegu, ma zbiegającą po ogonku nasadę i spiczasty wierzchołek. Przylistki są lancetowate i osiągają 10–17 mm długości. Ogonek liściowy jest nagi i ma 1–3 mm długości.
KwiatyZebrane po 3–10 w wierzchotkach o długości 2–2,5 cm, wyrastają z kątów pędów lub na ich szczytach. Mają działki kielicha o owalnym kształcie i dorastające do 2 mm długości. Płatki są podługowato lancetowate i mają 5 mm długości.

## Biologia i ekologia
Rośnie w lasach i zaroślach. Występuje na wysokości około 600 m n.p.m.